# Patereman
Patereman is een bestuurslaag in het regentschap Bangkalan van de provincie Oost-Java, Indonesië. Patereman telt 4113 inwoners (volkstelling 2010).